# Santos FC (női csapat)
A Santos Futebol Clube női csapatát 1997-ben hozták létre Santosban. A Paulista bajnokság és a Série A1 résztvevője.

## Klubtörténet
1997-ben egy női futsalcsapattal karöltve bővítette női szakággal egyesületét a Santos FC. Megalakulásuk évében az állami bajnokságban ezüstérmet szereztek. A több átformáláson átesett országos bajnokságban 2003-ban indultak először és bajnoki bronzéremig jutottak és a következő években a középmezőnyben foglaltak helyet.
2007-ben jött el az első komoly siker, ekkor a címvédő Botucatu ellen abszolválták első bajnoki címüket. A CBF az idény végén megszüntette a bajnokságot és a Copa do Brasil küzdelmeiben folytathatta szereplését a Santos. Címvédésre nem volt lehetőségük, de a kupagyőzelmet begyűjtötték a 2008-as évben. Marta és Cristiane érkezésével nemcsak a hazai kiírásban hengereltek, hanem a nemzetközi porondon is remekeltek. A Libertadores kupa döntőjében 9–0 arányban fektették két vállra a paraguayi Universidad Autónoma csapatát.
A Libertadores kupa következő szezonjában ismét elfoglalták dél-amerika trónját, miután a chilei Evertont 1–0-ra verték a Barueri Arénában. A klub még egy állami bajnokságot abszolvált 2011-ben, majd 2012-ben a férfi csapat Neymar megtartását követően nem tudta a továbbiakban támogatni az egyesületet és megszűnt.
Modest Roma Juniór érkezésével került a női együttes újra a Santos egységei közé 2015-ben és megkezdődött a csapat újjáépítése. A korábban távozó húzemberek  közül Alline Calandrini, Erikinha, Jana, Karen, Ketlen és Maurine tért vissza, Dani Neuhaus, Luize, Maria Alves, Michelle, Rilany és Gabi Zanotti érkezésével ismét versenyképes alakulatot tudtak felvonultatni az első osztályban.
Történetük második bajnokságát 2017-ben sikerült megnyerni és az argentin Sole Jaimes 18 gólja révén a liga legeredményesebb támadóját is a fehér-feketék adták.

## Sikerlista

### Hazai
Brazil bajnok (2): 2007, 2017
 Brazil kupagyőztes (2): 2008, 2009

### Állami
Paulista bajnok (4): 2007, 2010, 2011, 2018

### Nemzetközi
Copa Libertadores győztes (2): 2009, 2010

## Játékoskeret
2021. február 6-tól
| #  |     | Poszt | Név            |
| -- | --- | ----- | -------------- |
| 1  | BRA | K     | Michelle       |
| 12 | BRA | K     | Dida           |
| 24 | BRA | K     | Camila Gomes   |
| 2  | BRA | V     | Tayla          |
| 3  | BRA | V     | Camila Martins |
| 6  | BRA | V     | Day Silva      |
| 13 | BRA | V     | Bruninha       |
| 14 | BRA | V     | Fe Palermo     |
| 22 | BRA | V     | Sassá          |
| 5  | BRA | KP    | Brena          |
| 8  | BRA | KP    | Rita Bove      |
| 16 | BRA | KP    | Julia Daltoé   |
| 20 | BRA | KP    | Erikinha       |
| 21 | BRA | KP    | Nicole Marussi |

| #  |     | Poszt | Név                                                      |
| -- | --- | ----- | -------------------------------------------------------- |
| 23 | BRA | KP    | Bia Menezes                                              |
| 25 | BRA | KP    | Laura Valverde                                           |
| 26 | BRA | KP    | Luana                                                    |
| 28 | BRA | KP    | Gi Fernandes                                             |
| 29 | BRA | KP    | Alanna                                                   |
| 7  | BRA | CS    | Ketlen                                                   |
| 9  | BRA | CS    | Byanca Brasil                                            |
| 10 | BRA | CS    | Thaisinha                                                |
| 11 | BRA | CS    | Cristiane                                                |
| 18 | BRA | CS    | Maria Dias                                               |
| 19 | BRA | CS    | Amanda Gutierres                                         |
| 27 | BRA | CS    | Analuyza                                                 |
| 30 | BRA | CS    | Karen                                                    |
| 99 | ARG | CS    | Sole Jaimes (kölcsönben a Csangcsun Tácsung Zhuoyue-tól) |

## Korábbi híres játékosok
| - Adriane - Aline - Angelina - Beatriz - Bia - Bruna - Alline Calandrini - Renata Costa - Dani Neuhaus - Dani Silva - Ester - Érika - Formiga - Francielle - Gislaine - Grazielle - Jana | - Maria Alves - Marta - Maurine - Giovanna Oliveira - Rafinha - Rilany - Rosana - Andréia Suntaque - Suzana - Tamires - Joanne Peters - Yessenia López - Carol Carioca - Dida - Þórunn Helga Jónsdóttir - Jessica Martínez - Paola Villamizar |